# Comté de Franklin (Idaho)
Pour les articles homonymes, voir Comté de Franklin.
Le comté de Franklin est un comté des États-Unis situé dans l’État de l'Idaho. En 2000, la population était de 11 329 habitants. Son siège est Preston. Le comté a été créé en 1913 et nommé en l'honneur de Franklin D. Richards, un apôtre de l'Église de Jésus-Christ des saints des derniers jours (c'est le seul comté de Franklin des États-Unis dont le nom ne provient pas de Benjamin Franklin).

## Politique
C'est le deuxième comté au vote le plus républicain de tous les États-Unis : en 2012, Mitt Romney y obtenait 92,8 % des voix contre 5,8 % à son adversaire Barack Obama, soit 5 195 voix contre seulement 325.

## Géolocalisation
| Comté de Bannock | Comté de Caribou       |                    |
| Comté d'Oneida   | Comté de Franklin      | Comté de Bear Lake |
|                  | Comté de Cache, (Utah) |                    |

## Démographie
| 1920  | 1930  | 1940   | 1950  | 1960  | 1970  |
| ----- | ----- | ------ | ----- | ----- | ----- |
| 8 650 | 9 379 | 10 229 | 9 867 | 8 467 | 7 373 |

| 1980  | 1990  | 2000   | 2010   | 2020   | - |
| ----- | ----- | ------ | ------ | ------ | - |
| 8 895 | 9 232 | 11 329 | 12 786 | 14 194 | - |

## Principales villes
- Clifton
- Dayton
- Franklin
- Oxford
- Preston
- Weston
- Whitney